# کیرتی ردی
کیرتی ردی (به انگلیسی: Keerthi Reddy) (زاده ۱۷ نوامبر ۱۹۷۸) بازیگر هندی است.
از کارهای معروف او می‌توان به بازی در فیلم‌های جادوی تو، عشق علاقه محبت، بیا، اوه ماه، آرجون و تبریک اشاره کرد.